# Claviger araxidis
Claviger araxidis – chrząszcz z rodziny kusakowatych, podrodziny Pselaphinae.

## Występowanie
Występuje w Armenii.